# Bihać (kommun)
Kommunen Bihać (bosniska: Grad Bihać, kyrillisk skrift: Град Бихаћ) är en kommun i kantonen Una-Sana i nordvästra Bosnien och Hercegovina. Kommunen hade 56 261 invånare vid folkräkningen år 2013, på en yta av 900,00 km².
Av kommunens befolkning är 88,07 % bosniaker, 5,80 % kroater, 1,62 % serber och 1,47 % bosnier (2013).